# Мартынов, Алексей Вячеславович
Алексе́й Вячесла́вович Марты́нов (17 июля 1978, Омск) — российский футболист, нападающий, тренер.

## Карьера
Воспитанник ДЮСШ-20 города Омска.
За свою карьеру сменил немало клубов. В основном это были российские клубы, но в 2004 году поиграл в Белоруссии — минском «Локомотиве», выступавшем в первой лиге, и с 20-ю голами (по другим данным, 19) стал лучшим бомбардиром турнира. В 2010 году руководство «Иртыша» Омск предложило Мартынову вернуться в родной город, но он решил остаться в «Металлурге». В ноябре 2010 года «Металлург» принял решение не продлевать контракт с Мартыновым. В 2011 году он вернулся в «Тюмень», но отыграл за сезон всего 11 матчей. После окончания контракта в конце 2011 года вернулся в родной Омск, где доигрывал сезон 2011/12. Принял участие во всех матчах команды, но 90 минут не отыграл ни в одном из них из-за травм.
В 2014—2017 годах работал главным тренером женского футбольного клуба «Енисей». Неоднократный призёр первого дивизиона России. В 2017 году со своим клубом участвовал в турнире высшего дивизиона.